# Tapia de Casariego
Tapia de Casariego és un conceyu de la costa occidental asturiana i que últimament ha esdevingut un dels destins turístics més visitats de la regió. Limita al nord amb el mar Cantàbric, a l'este amb el concejo d'El Franco, i al sud i a l'oest amb el de Castropol. Té una extensió de 65,99 km² i la població actual és de 4.268 habitants. Compta amb una bona infraestructura comunicativa, travessant el municipi la N-634, i la línia de ferrocarril FEVE.
És un dels municipis d'Asturies en els quals es parla gallec.

## Geografia
Des del punt de vista geològic el sòl de Tapia és de formació silúrica compost principalment de quarsites i pissarra cambrianes. Hi ha també una important presència de granit en la zona oriental del concejo prop ja de la costa. En la zona pròxima a la localitat de Porcia i a la parròquia de Santa María del Monte van aparèixer mostres de mineral ferromagnètic.
El relleu té altituds bastants suaus i amb poques pendents, observant-se dues zones bastants diferenciades separades per la carretera que va de Figueres a Lagar. En la part sud d'aquesta via trobem el cordal d'Acevedo i les forests de Candaosa, amb altures de poca importància entre les quals destaca la lloma de Las Cruces amb 396 metres. Pel seu costat nord s'albira una extensa i fructífera planicie litoral. Altres altures ressenyables al concejo són les del Pic de Las Nieves (251 m), el Grandela (348 m), i ja en el límit amb Castropol la lloma del Posadoiro (600 m) i el de la Bobia que es troba ja fora del concejo amb 1.201 metres.
El litoral es troba molt batut per l'onatge marí, i té diversos penya-segats i illots de petita altitud. Les seves platges també presenten diferències, trobant-se platges de sorra molt fina a partir de la part occidental de la capital. En la part oriental de la vila el que predominen són les riberes de pedra que compten amb accessos complicats. El seu curs fluvial més important és el riu Porcia que neix en els contraforts de La Bobia i que desemboca en la platja del seu mateix nom. Presenta bastant irregularitat en el seu curs, fent de límit amb el veí concejo d'El Franco durant diversos quilòmetres. Altres rius del concejo són l'Anguileiro, amb desembocadura en la platja de Tàpia i el Tol que desemboca en la de Serantes. Les seves aigües en èpoques estivals solen ser molt baixes.
El clima que es dona en el municipi és suau, temperat i amb escasses diferències entre la seva franja costanera i les seves petites altituds. La temperatura mitjana en l'època estival és de 20,5 °C la màxima i 14,4 °C la mínima. A l'hivern aquestes arriben als 10,5 °C i 5,3 °C. Una de les característiques en Tàpia, igual que moltes localitats del Principat és la presència de les boires marines. Quant a la seva vegetació cal destacar la presència de taques de pins, arribant a ser aquests bastants nombrosos. També podem observar espècies com eucaliptus, castanys, roures, àlbers i faigs. Dintre de la seva vida animal cal esmentar que el concejo ens oferix un dels millors menjars i en major quantitat com és el marisc.

## Capital
Tàpia de Casariego és la vila i capital del concejo. Està situada a 18 metres d'altitud i s'hi dona la major concentració humana de tot el concejo amb més de la meitat de la població total del concejo. El seu port de mar li dona un gran atractiu a la vila, que unit a la quantitat de bones platges disseminades per tot el territori fan que el municipi sigui destinació turística de molta gent, tant de les regions centrals d'Astúries com de la resta del país i d'Europa.

## Evolució demogràfica

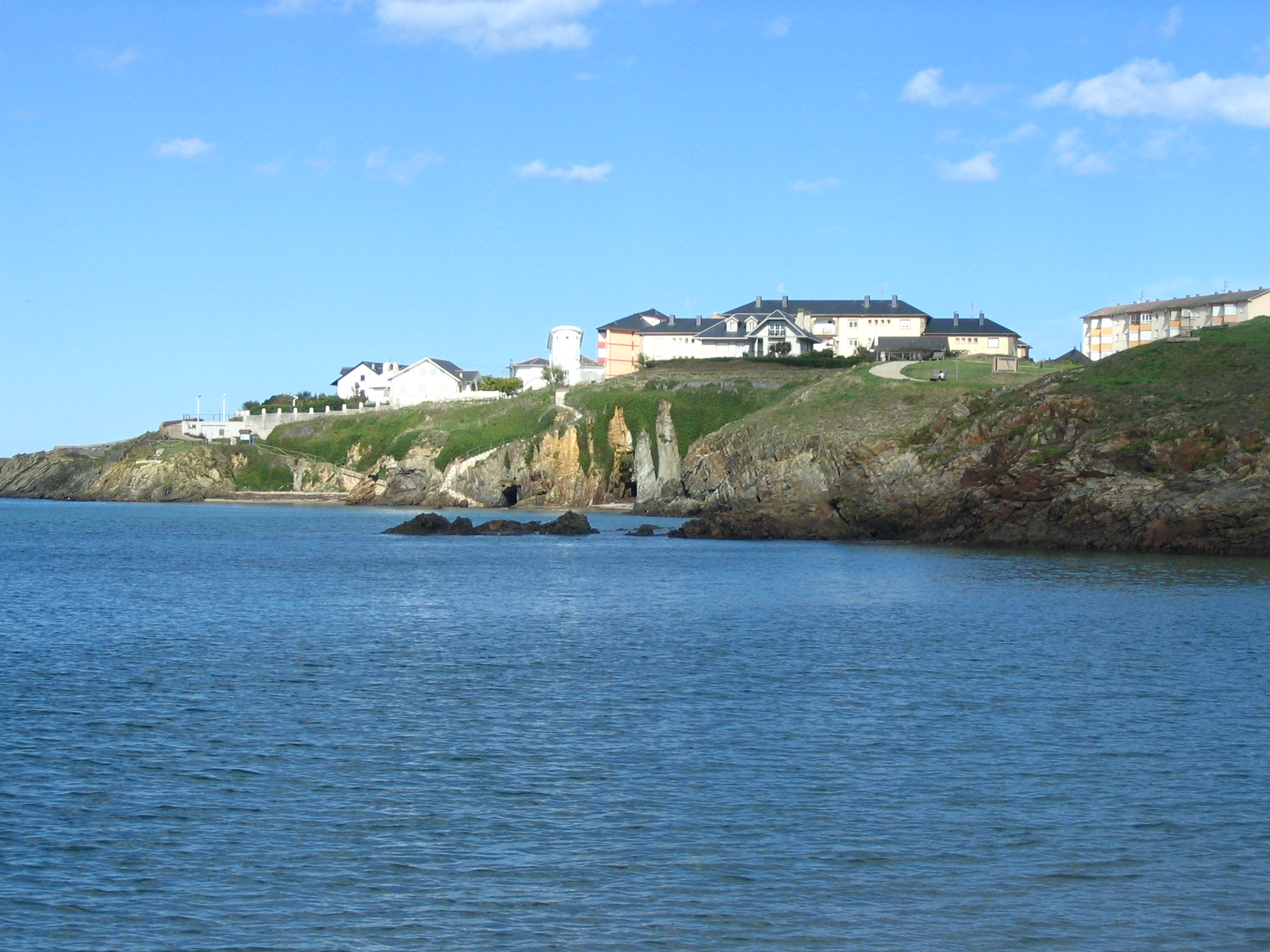
Tapia

El concejo ha sofert una pèrdua d'habitants durant aquests últims anys, però anem a analitzar l'evolució durant tot el segle passat. Al començament de segle la població era de 5.106 habitants xifra que va ser descendint durant les primeres dècades per causa de l'emigració a ultramar. Aquesta emigració es produeix per l'escassesa de recursos que tenia la població i les poques perspectives de millora que veien sobretot la gent més jove i que li impulsa a prendre nous camins. Des de finals de la guerra civil i fins a la dècada dels 80, la tendència s'inverteix guanyant efectius gradualment. Aquest augment es deu sobretot al desenvolupament econòmic de tota la comarca, arribant a arribar a la xifra de 5.328 habitants.
A partir d'aquesta data la xifra torna de nou a disminuir, tendència aquesta encara present en els nostres dies. Les causes d'aquesta nova reculada les tenen de nou els moviments migratoris, encara que aquesta vegada les destinacions són altres bé diferents, en concret les zones industrials de la regió, del país i fins i tot a Països europeus com França i Alemanya. Tot això ens dona una piràmide de població en el qual les persones amb edat més avançada van guanyant terreny pel que fa a les més joves. Respecte a la seva activitat econòmica el sector primari segueix sent el qual major nombre d'ocupacions genera, amb un 42,32% del total.
L'activitat ramadera té en el concejo una gran importància, treballant-se sobretot amb la cabanya bovina orientada bàsicament cap al sector lacti, arribant a produir abans de les normatives europees relatives al sector, més de 20 milions de litres de llet. És un dels concejos amb una major especialització làctia de tota Astúries amb un total del 95% de tots els caps. En aquests últims anys, i com a conseqüència d'aquestes normatives europees, s'ha produït una disminució en el nombre d'explotacions i una consegüent millor racionalització de les existents. L'activitat pesquera també sofreix les conseqüències de les retallades de contingents i de caladors, quedant en el port de Tàpia un total de 13 vaixells que es dediquen a la pesca litoral (polp, percebe, lluç i pixín) i a la d'altura (mer i lluç). De la pesca d'altura només queden tres embarcacions, tenint el seu lloc de venda en Avilés.
El sector secundari i de la construcció té una feble influència en el concejo, representant al 18,09% de les ocupacions locals. La branca de la construcció és la qual un nombre més gran d'ocupacions genera, tenint certa representació també la indústria alimentosa, i les transformadores dels metalls. Dintre del sector terciari dels serveis cal dir que aquest està agafant un major protagonisme amb el pas del temps gràcies sobretot a l'activitat turística que es dona en tota la zona. Avui dia genera un 39,59% de les ocupacions, sent les branques del comerç i de l'hostaleria les quals es duen el major nombre d'ocupacions. Generalment, aquestes activitats es concentren en la capital municipal.

## Parròquies
Tàpia s'articula en quatre parròquies, La Roda, Campos, Serantes i Tapia de Casariego, sent aquesta última la qual major nombre de persones té, representant més de la meitat del total. Finalment, quant a la seva població es refereix, cal comentar l'efecte turístic que es produïx en tot el concejo, arribant a augmentar de manera considerable la seva població en un gran tant per cent durant les èpoques estivals.
- Campos y Salave
- La Roda
- Serantes
- Tapia de Casariego

## Història
El concejo com a tal neix a mitjan segle xix, encara que ja en temps prehistòrics hagué d'estar colonitzada aquesta terra, com ho demostren diversos estris com destrals de pedra i que poden pertànyer a l'Acheulià antic. El que sí que està millor documentat és l'existència de diversos assentaments castrenys al llarg de tot el concejo. Aquests castros tenen a veure amb l'existència d'explotacions mineres en temps romans, que utilitzaven aquestes edificacions per a la defensa i organització de l'espai. Les explotacions mineres van estar en funcionament fins a principis del segle iii, en el qual apareix un canvi en les relacions de producció reemplaçant els castros per noves organitzacions de l'espai.
En el segle x el monarca Ramir II, donà al bisbe d'Oviedo el territori comprès entre els rius Eo i Navia i en el qual està inclòs l'actual concejo de Tàpia. Aquesta donació és ratificada pel rei Alfons VII de Castella en el segle xii, el qual confirma que aquest territori és de la bisbalia ovetenca, en dura pugna amb el de Lugo que conservava possessions en Salave i Villamil. El 1282 el bisbat d'Oviedo crea la pobla de Roboredo per a conduir els designis de la comarca, encara que més tard aquesta es va establir a Castropol. El 1300 les gents del concejo fan una reclamació al bisbat d'Oviedo a fi que els suavitzi els tributs, aconseguint que només el port de Tapia finqui.
El 1579, el territori de Tàpia va ser comprat pels seus pobladors gràcies a la venda efectuada pel rei Felip II per a poder pagar les incipients despeses acumulats a conseqüència de les diferents guerres en les quals estava ficada l'estat. En el segle xviii i part del xix les parròquies de San Martín i San Esteban encara es redimien al monestir lucenc de Corias. Del segle xviii data la fundació d'un hospital per a l'atenció de les persones més necessitades i de les quals passaven fent la peregrinació. De 1750 és la construcció sobre la penya de la talaia d'una torre de dos pisos en forma de fortalesa medieval. Tàpia va mantenir representació en la junta formant part del partit de Castropol, tenint una menor representació per ser antic concejo de bisbalia, el que es va traduir en una sèrie de tensions i conflictes al voler aquests equiparar-se en participació en els concejos de realengo.
En 1863, gràcies a la influència de Fernando Fernández de Casariego, el concejo aconsegueix la independència total de Castropol segregant-se d'ell quatre parròquies de Castropol i una d'El Franco. Temps més tard Fernández de Casariego seria nomenat marquès de Casariego. De la guerra de la Independència el concejo es va lliurar de qualsevol contingència. A la fi del xix, neix un sindicat de signe catòlic i conservador que seria el Círculo Católico. Visiten el municipi diverses personalitats de renom com el reformista Melquíades Álvarez i el dictador Primo de Rivera. Dels esdeveniments revolucionaris del 34 cal dir que Tàpia es va posar des d'un primer moment del costat del govern i en contra de la insurrecció. En la Guerra Civil tampoc es lliuren en el municipi grans batalles, encara que com en tot l'Estat s'hauria de superar un llarg camí cap al desenvolupament, assolint iniciar-se aquest procés aquí en la dècada dels 50-60 amb l'arribada del boom turístic.

## Política
Actualment, i des del 2023, l'alcalde és Pedro Fernández García del PP.
|      | PSOE | PP | APT | Altres | Total |
| ---- | ---- | -- | --- | ------ | ----- |
| 1979 | 0    | 0  | -   | 13     | 13    |
| 1983 | 3    | 7  | -   | 3      | 13    |
| 1987 | 4    | 6  | -   | 1      | 11    |
| 1991 | 4    | 6  | -   | 1      | 11    |
| 1995 | 4    | 7  | -   | 0      | 11    |
| 1999 | 3    | 7  | -   | 1      | 11    |
| 2003 | 3    | 7  | -   | 1      | 11    |
| 2007 | 2    | 6  | 3   | 0      | 11    |
| 2011 | 2    | 4  | 4   | 1      | 11    |
| 2015 | 5    | 5  | -   | 1      | 11    |
| 2019 | 5    | 5  | -   | 1      | 11    |
| 2023 | 4    | 7  | -   | 0      | 11    |